# Ponte Romana Alcanede

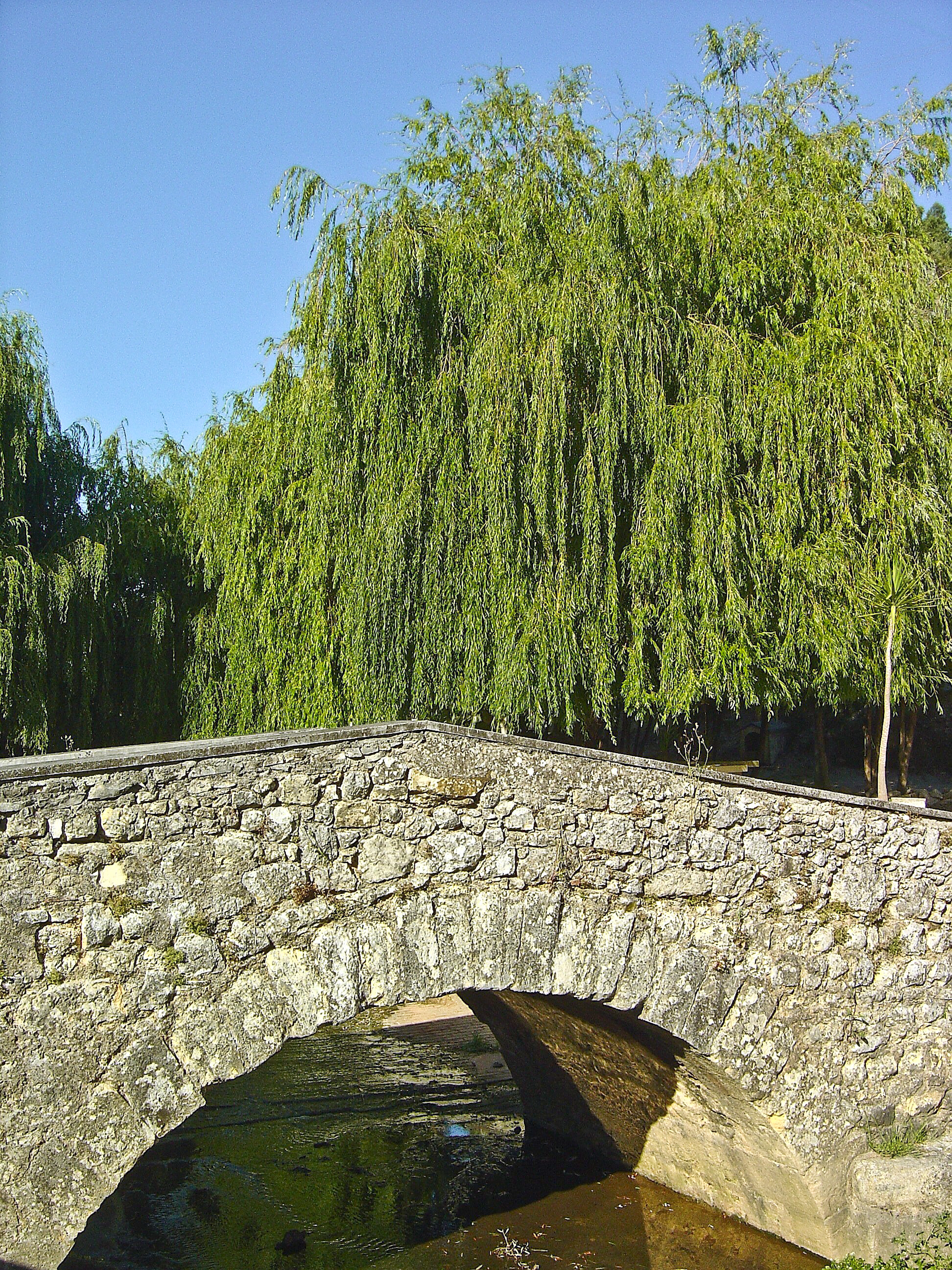
Ponte Romana de Alcanede

Die Ponte Romana Alcanede ist eine römische Brücke über das Flüsschen Nede in Alcanede, einem Dorf auf halbem Weg zwischen Santarém und Porto de Mós in der Region Centro in Portugal.
Die kleine dreibogige antike Brücke hat gestaffelte Halbrundbögen. Zwei kleinere seitliche und ein großer mittlerer sind aus großen Gewölbesteinen gemauert und die Gesamtspannweite beträgt 18 m.
Im Bereich der Pfeiler lagen ursprünglich fensterartige, oben mit kleinen Bögen gerundete Öffnungen, wie sie auch die römische Brücke von Ponte do Seda zeigt. Diese Flutöffnungen geben einen Anhaltspunkt für die Datierung der Brücke um die Zeitenwende. Zwei Strombrecher schützen die Pfeiler der Brücke. Aufgrund des hohen Scheitelpunkts steigt die Fahrbahn zur Brückenmitte hin an. Eine Anbindung an eine der großen römischen Überlandstraßen ist bislang unbekannt.